# Horlepiep (dans)
De horlepiep of horlepijp (een verbastering van het Engelse hornpipe) is een beweeglijke solodans die door matrozen werd gedanst.
Het is van origine een Schotse vissersdans die Hollandse zeevaarders in de 19e eeuw hebben meegebracht naar het vasteland.
In Nederland wordt de horlepiep nog wel gedanst door volksdansgroepen, onder meer in de plaatsen rond de vroegere Zuiderzee, meestal om toeristen te vermaken.
De dans onderscheidt zich van de hornpipe door een hoger tempo.